# レギニータ (小惑星)
レギニータ (1117 Reginita) は、小惑星帯の小惑星。フローラ族のサブグループであるレギニータ族の名前の元になった天体である。ホセ・コマス・ソラがバルセロナのファブラ天文台で発見した。
コマス・ソラの姪に因んで名付けられた。